# Liniar A
Liniarul A este un sistem de scriere folosit în Creta în perioada civilizației minoice între aproximativ 2500 și 1450 î.Hr. Împreună cu hieroglifele cretane, acesta este unul dintre cele două sisteme de scriere minoice folosite de vechile popoare minoice și periferice. Linearul A a fost principala scriere folosită în palatul lui Minos și în scrierile religioase ale civilizației minoice. A fost descoperit de arheologul Sir Arthur Evans. El este legat de scrierea Liniar B, care a urmat Liniarului A și a fost folosită de civilizația miceniană . 
În anii 1950, Liniarul B era în mare măsură descifrată și se știa că era o codificare a unei forme timpurii a limbii grecești. Deși cele două sisteme au în comun multe simboluri, acest lucru nu a dus la o descifrare ulterioară a Liniarului A. Utilizarea valorilor asociate Liniarului B în Liniarul A produce cel mai adesea cuvinte incomprehensibile. Dacă Liniarul A folosește aceleași valori ca ale silabicului Liniar B, atunci limba asociată, numită "Minoică ", apare fără nicio legătură cu vreo limbă cunoscută.

## Scrierea
Liniarul A are sute de semne, despre care se crede că reprezintă valori silabice, ideologice și semantice într-o manieră similară cu cea a Liniarului B. În timp ce multe dintre semnele silabice sunt asemănătoare celor din Liniarul B, aproximativ 80% din logogramele Liniarului A sunt unice,; diferența dintre valorile sonore dintre semnele Liniarului A și ale Liniarului B variază de la 9% la 13%. Apare în primul rând în direcția stânga-dreapta, dar apare ocazional și ca o scriere de la dreapta la stânga sau de tip bustrofedon. 
O caracteristică interesantă este cea a modului în care numerele sunt înregistrate în scriere. Cel mai mare număr înregistrat este 3000, dar există simboluri speciale care indică fracțiunile și greutățile. 

### Signatar
| *01-*20 | *01-*20  | *21-*30 | *21-*30   | *31-*53 | *31-*53   | *54-*74 | *54-*74   | *76-*122 | *76-*122       | *123-*306 | *123-*306   |
| ------- | -------- | ------- | --------- | ------- | --------- | ------- | --------- | -------- | -------------- | --------- | ----------- |
|         | DA *01   |         | QI *21    |         | SA *31    |         | WA *54    |          | *76            |           | AROM *123   |
|         | RO *02   |         | QITI *21f |         | A2 *34    |         | NU *55    |          | KA *77         |           | WINE *131a  |
|         | PA *03   |         | QIPA *21m |         | TI *37    |         | PA3 *56   |          | QE *78         |           | WINE2 *131b |
|         | TE *04   |         | MI2 *22   |         | E *38     |         | JA/LA *57 |          | WO2 *79        |           | WINE3 *131c |
|         | TO *05   |         | CAP2 *22f |         | PI *39    |         | SU *58    |          | MA *80         |           | KH *164     |
|         | NA *06   |         | CAP *22m  |         | WI *40    |         | TA *59    |          | KU *81         |           | NEPA *171   |
|         | DI *07   |         | MU *23    |         | SI *41    |         | RA *60    |          | TE2 *82        |           | PH *180     |
|         | A *08    |         | MUPA *23m |         | KE *44    |         | O *61     |          | AU/SUS *85     |           | KITU *188   |
|         | S/SE *09 |         | NE *24    |         | DE *45    |         | JU *65    |          | KIO *86        |           | GAL *191    |
|         | U *10    |         | RU *26    |         | JE *46    |         | TA2 *66   |          | TWE *87        |           | IQETO *301  |
|         | PO *11   |         | RE *27    |         | ATADE *47 |         | KI *67    |          | VIR *100/ *102 |           | OLE *302    |
|         | ME *13   |         | I *28     |         | PU3 *49   |         | TU *69    |          | MINA *118      |           | GRA *303    |
|         | QA2 *16  |         | I2 *28b   |         | PU *50    |         | KO *70    |          | GRAU *120      |           | ZI *304     |
|         | ZA *17   |         | PU2 *29   |         | DU *51    |         | MI *73    |          | *120b          |           | *305        |
|         | ZO *20   |         | NI *30    |         | RI *53    |         | ZE *74    |          | OLIV *122      |           | *306        |

## Corpus

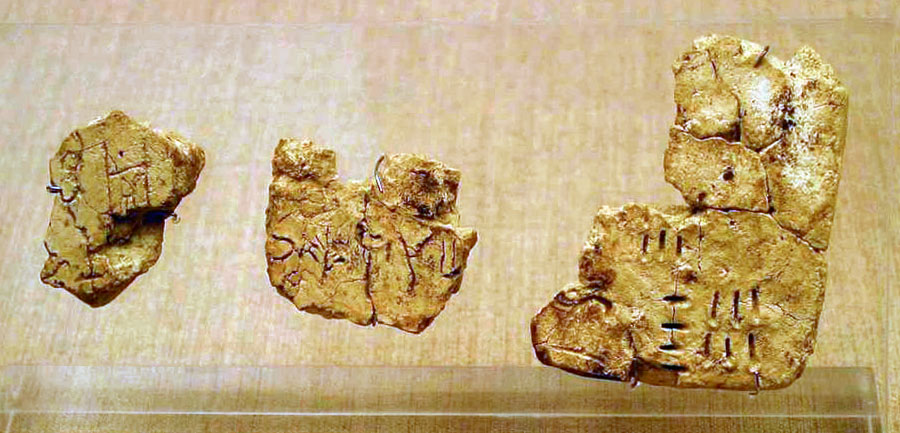
Liniar A incizat pe tăblițe găsite în Akrotiri, Santorini.

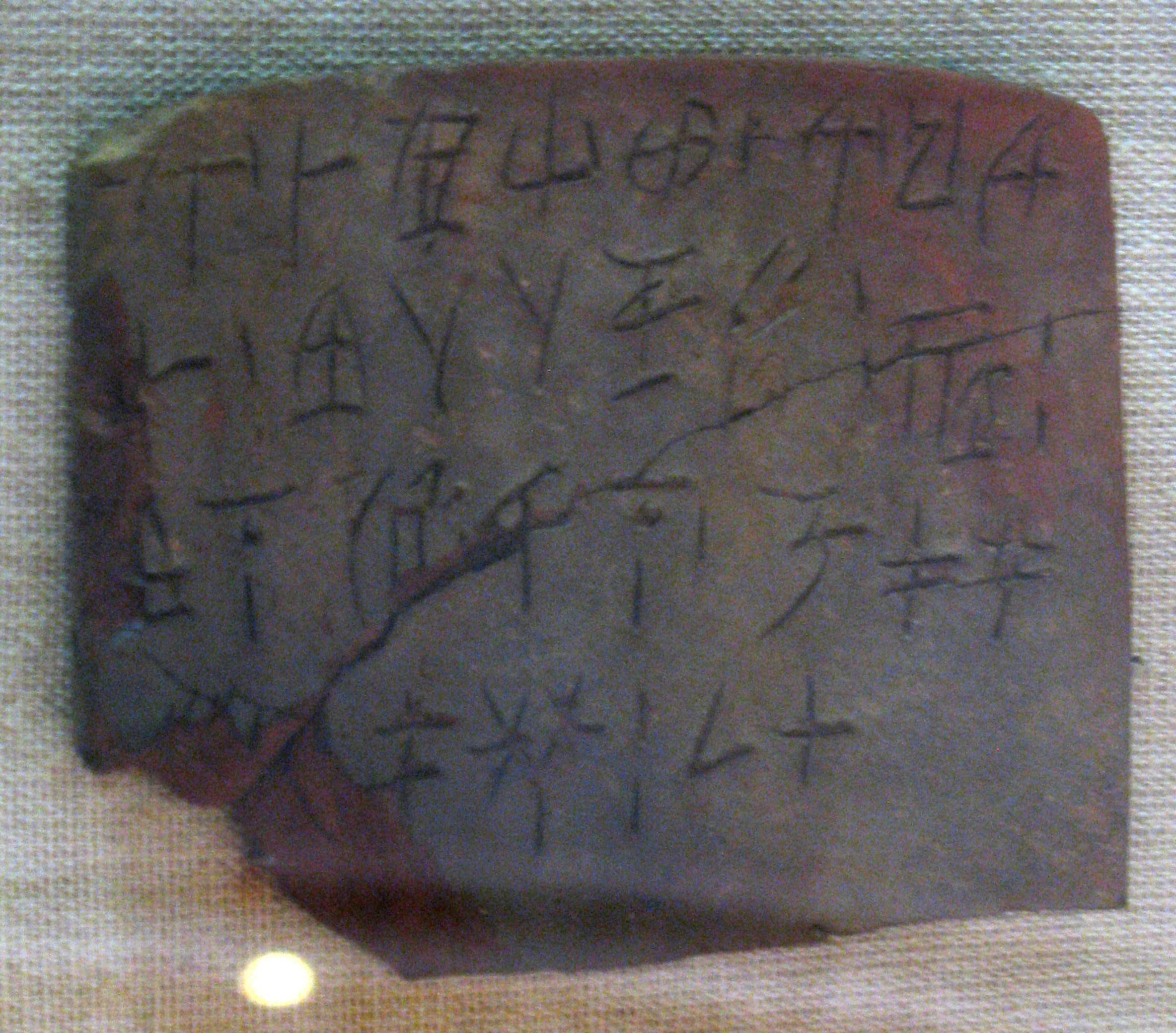
Tăblița cu Liniar A, Muzeul Arheologic Chania.

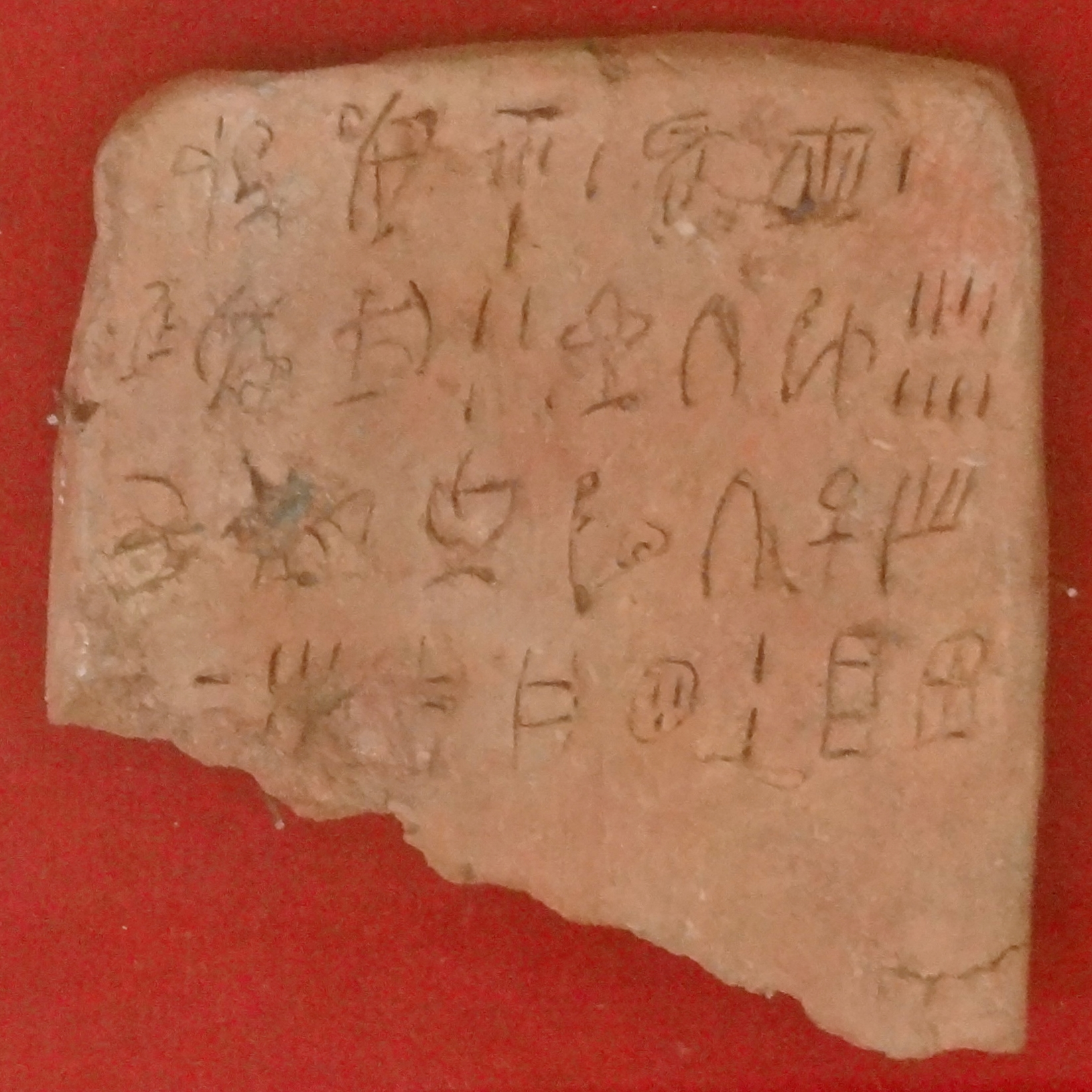
Tabletă cu Liniar A din palatul din Zakros, Muzeul Arheologic din Sitia.

Liniarul A a fost descoperit în principal pe Creta, dar și în alte locuri din Grecia, precum și din Turcia și din Israel. Corpusul existent, cuprinzând aproximativ 1.427 de exemplare, cu un total de 7.362 până la 7.396 de semne, dacă scalat la tipul standard, ar încăpea cu ușurință pe două foi de hârtie.

### Creta
Potrivit lui Ilse Schoep, descoperirile principale ale tăblițelor cu Linear A s-au aflat în trei locuri din Creta: 
  

"Haghia Triadha în Mesara cu 147 de tăblițe, Zakro/Zakros, un oraș port în extremitatea estică a insulei cu 31 de tăblițe și Chania, alt oraș port în nord-vestul insulei cu 94 de tăblițe." 
„Haghia Triadha in the Mesara with 147 tablets; Zakro/Zakros, a port town in the far east of the island with 31 tablets; and Khania/Chania, a port town in the northwest of the island with 94 tablets.”
 S-au făcut descoperiri în următoarele locuri din Creta: 
- Apoudoulou
- Archanes
- Arkalochori
- Armenoi
- Chania
- Gournia
- Hagia Triada (largest cache)
- Kardamoutsa
- Kato Simi (also spelled Kato Syme)
- Knossos
- Kophinas
- Larani
- Mallia
- Mochlos (also spelled Mokhlos)
- Mount Juktas (also spelled Iouktas)
- Myrtos Pyrgos
- Nerokourou
- Palaikastro
- Petras
- Petsophas
- Phaistos
- Platanos
- Poros, Heraklion
- Prassa
- Pseira
- Psychro (also spelled Psykhro)
- Pyrgos Tylissos
- Sitia
- Skhinias
- Skotino cave
- Traostalos
- Troulos (or Trulos)
- Vrysinas
- Zakros

### În afara Cretei
Până în 1973, se știa că numai o tăbliță cu Linear A a fost găsită în afara Cretei (pe insula Kea ).  De atunci, și în alte locuri s-au găsit inscripții. 
Potrivit lui Margalit Finkelberg, cele mai multe - dacă nu toate - inscripții găsite în afara Cretei au fost făcute la nivel local. Acest lucru este indicat de factori precum compoziția materialului pe care s-au făcut inscripțiile. De asemenea, analiza strânsă a inscripțiilor găsite în afara Cretei indică folosirea unui script care se află undeva între Linear A și Linear B, combinând elemente din ambele. 

#### Alte insule grecești
- Kea [6]
- Kythera [6]
- Melos [6]
- Samothrace [6]
- Thera [6]

#### Grecia continentală
- Mycenae [6]
- Tiryns [6]
- Hagios Stephanos, Laconia [6] [8]

## Cronologie
Linear A a apărut în Minoicul Mijlociu, anume între 1625-1450 î.Hr. Era o posibilă ramură contemporană a hieroglifelor cretane și strămoșul Linearului B. Secvențialitatea și răspândirea geografică a hieroglifelor cretane, a Liniarelor A și B, cele trei sisteme de scriere care se suprapun în epoca bronzului din Creta și din Grecia Continentală, pot fi rezumate după cum urmează: 
| Sistemul de scriere   | Arie geografică                                                                        | Perioadă de timp  |
| --------------------- | -------------------------------------------------------------------------------------- | ----------------- |
| Hieroglifiele cretane | Creta                                                                                  | c. 2100-1700 BC   |
| Linear A              | Creta, insulele Egee ( Kea, Kythera, Melos, Thera ) și Grecia Continentală ( Laconia ) | c. 1800 - 1450 BC |
| Linear B              | Creta ( Knossos ) și continent ( Pilos, Micene, Theba, Tiryns )                        | c. 1450 - 1200 BC |

## Descoperirea Liniarului A
Arheologul Arthur Evans a numit scrierea "Liniar", deoarece semnele/caracterele sale  constau doar din linii înscrise în argilă, spre deosebire de cele mai multe dintre semnele pictografice numite hieroglife cretane, folosite în aceeași perioadă. 
Mai multe tăblițe inscripționate cu semne asemănătoare Liniarului A au fost găsite în Troad, în nord-vestul Anatoliei. În timp ce statutul lor este disputat, ele pot fi importuri, deoarece nu există dovezi ale prezenței minoice în Troad. Clasificarea acestor semne ca un scriere troiană unică (propus de lingvistul contemporan rus Nikolai Kazansky) nu este acceptată de alți lingviști. 

## Teorii privind limba Liniarului A

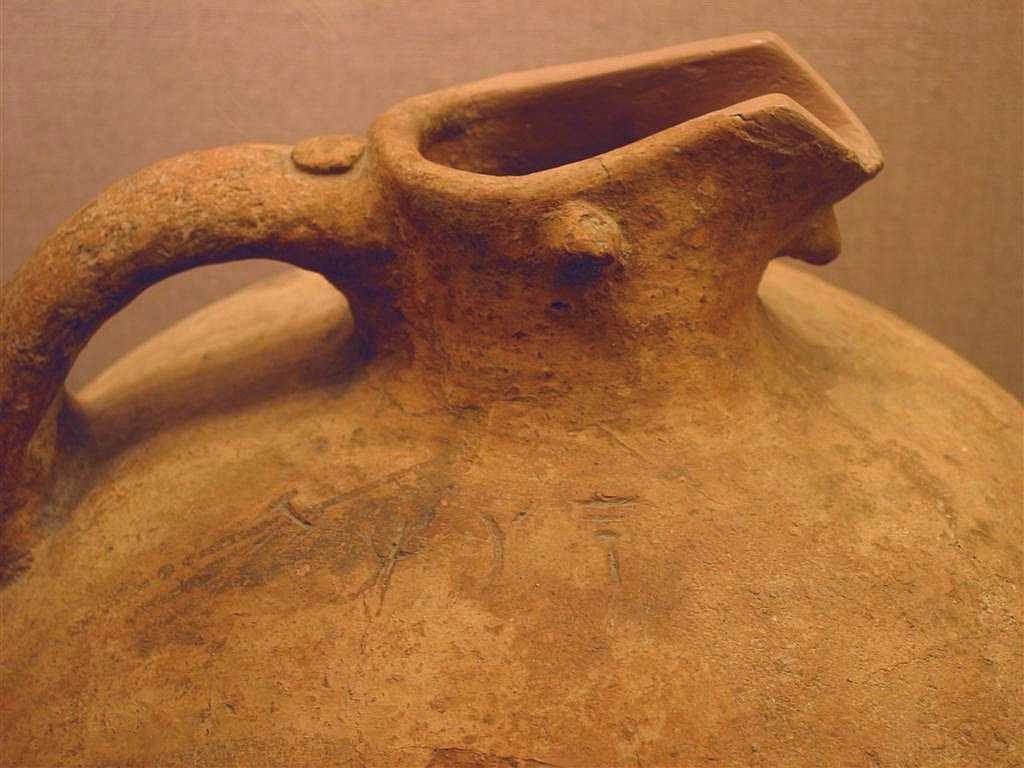
Liniar A incizat pe un vas, găsit în Akrotiri.

Este dificil de evaluat o analiză a Liniarului A deoarece nu există un punct de referință pentru citirea inscripțiilor sale. Cea mai simplă abordare a descifrării poate fi presupunerea că valorile Linearului A se potrivesc mai mult sau mai puțin cu valorile date scrierii Liniarului B descifrat, folosit pentru greaca miceniană. 

### Greacă
În 1957, cărturarul bulgar Vladimir I. Georgiev a publicat "Descifrarea inscripțiilor cretane în Liniarul A".  Georgiev a publicat apoi o altă lucrare în 1963, intitulată Les deux langues des inscriptions crétoises en linéaire A ("Cele două limbi ale inscripțiilor cretane în Liniarul A"), sugerând că limba tăblițelor din Hagia Triada era greacă, dar restul din Corpusul Liniarului A a fost în Luwiana-Hitită.   În decembrie 1963, Gregory Nagy de la Universitatea Harvard a dezvoltat o listă de termeni ai Liniarului A și a Liniarului B bazat pe presupunerea „că semnele de formă identică sau similară în cele două scrieri ar reprezenta valori fonetice identice sau similare“; Nagy a concluzionat că limbajul Linearului A poartă elemente "asemănătoare cu greaca" și, în general, cu indoeuropeana. 

### Limbile anatoliene
De la sfârșitul anilor 1950, unii cercetători au sugerat că limbajul Liniarului A ar putea fi o limbă anatoliană.

#### Luwian
Palmer (1958) a prezentat o teorie bazată pe valorile fonetice ale Linearului B, sugerând că limbajul Liniarului A ar putea fi legat îndeaproape de luwiană. Cu toate acestea, teoria nu a reușit să obțină sprijin universal din următoarele motive: 
- Nu există o asemănare remarcabilă între morfologia minoicei și hitito-luwiană.
- Nici una dintre teoriile existente despre originea popoarelor hitito-luwiene și migrația lor spre Anatolia (fie din Balcani, fie din Caucaz ) nu sunt legate de Creta.
- A existat o lipsă de contact direct între hitito-luwieni și Creta minoică; aceasta din urmă nu a fost niciodată menționată în inscripțiile hitito-luwiene. Statele mici situate de-a lungul coastei de vest a anticei Asii Mici erau bariere naturale între hitito-luwieni și Creta Minoică.
- Diferențele antropologice evidente între hitito-luwieni și minoici pot fi considerate ca o altă mărturie indirectă împotriva acestei ipoteze.

Sunt lucrări recente care se concentrează asupra legăturii cu luwiana, nu în termenii că limba minoică ar fi anatoliană, ci mai degrabă în ceea ce privește eventualele împrumuturi din luwiană, inclusiv originea sistemului de scriere în sine. 

#### Liciană
Într-un articol din 2001, profesorul de limbi clasice (emerit) de la Universitatea din Tel Aviv, Margalit Finkelberg, a demonstrat un "grad înalt de corespondență între sistemul fonologic și morfologic al minoicei și cel al licienei " și a lansat ipoteza că "limba Liniarului A ar fi strămoașa directă a licienei, fie un idiom strâns legat de acesta ". 

### Feniciana
În anul 2001, revista Ugarit-Forschungen a publicat articolul "Prima inscripție în  punică - diferențe vocalice în Liniarele A și B" de Jan Best, care pretinde să demonstreze cum și de ce Liniarul A notează o formă arhaică de feniciană. Aceasta a fost o continuare a încercărilor lui Cyrus Gordon în găsirea conexiunilor dintre limbile minoice și cele semitice occidentale . 

### Indo-iraniana
O altă interpretare recentă, bazată pe frecvența semnelor silabice și pe studiile comparative paleografice complete, sugerează că limbajul Liniarului minoic A aparține familiei indo-iraniene a limbilor indo-europene. Studiile lui Hubert La Marle includ o prezentare a morfologiei limbajului, evitând identificarea completă a valorilor fonetice dintre liniarele A și B și evitând compararea liniarului A cu hieroglife cretane. 

### Tireniana
Cercetătorul italian Giulio M. Facchetti a încercat să asocieze Liniarul A la familia de limbi tireniene, care cuprinde etrusca, rhaetica și lemniana. Această familie este considerată a fi un substrat mediteranean pre-indo-european al celui de-al doilea mileniu î.Hr., uneori denumit pre-greacă. Facchetti a propus unele asemănări posibile între limba etruscă și lemniana antică și alte limbi din Marea Egee, cum ar fi minoica. Michael Ventris, care, alături de John Chadwick, a descifrat cu succes Liniarul B, a crezut, de asemenea, într-o legătură între minoică și etruscă. Aceeași perspectivă este susținută de S. Yatsemirsky în Rusia. 

### O ramură distinctă, altfel necunoscută a indoeuropenei
Potrivit lui Gareth Alun Owens, Liniarul A reprezintă limbajul minoic, pe care Owens îl clasifică ca o ramură distinctă a indoeuropenei potențial legată de greacă, sanscrită, hitită, latină etc.   La "The Literary Center of Crete". 

### Hurriana
În 2016, Peter van Soesbergen a publicat o serie de două părți Hurrienii și hurriana din Creta Minoică, în care se susține că majoritatea inscripțiilor Linearului A ar putea fi înțelese ca un dialect al hurrianei. Printre asocierile pe care le face sunt uminasi enasi din Liniarul A cu hurianul umminnaši ennaši "a pământurilor zeilor"; ataijowaja din Liniarul A cu absolutivul hurrian attaiwwašuuš "tatăl nostru"; Potokuro, care pare să însemne "total", cu hurrianul puttukuru, " evaluează din nou"; sukiriteia din Liniarul A cu hurrianul Šukri-tešup "binecuvântat Teshub"; api la intrarea într-un mormânt cu groapa Hurrian abi (în special pentru comunicarea cu lumea din urmă). " 

### Încercări de descifrare a unor cuvinte izolate
Unii cercetători sugerează că pot fi recunoscute câteva cuvinte sau elemente de cuvânt, fără să se ofere (încă) nicio concluzie cu privire la relația cu alte limbi. În general, ei utilizează analogia cu Liniarul B pentru a propune valori fonetice ale semnelor silabice. În special, John Younger consideră că numele locurilor apar de obicei în anumite poziții din texte și notează că valorile fonetice propuse corespund deseori numelor locurilor cunoscute, așa cum sunt acestea indicate în textele Liniarului B (și uneori la denumirile grecești moderne). De exemplu, el propune ca trei silabe, citite ca KU-NI-SU, să fie forma indigenă a lui Knossos. De asemenea, în Linearul A, MA + RU este sugerată să însemne lână și să corespundă atât unei pictograme din Linearul B cu acest sens, cât și cuvântului grecesc clasic "μαλώς" cu același înțeles (în acest caz un cuvânt de împrumut din minoică). 

### Citate
1. ↑  Younger, John (2000). „Linear A Texts in Phonetic Transcription: 7b. The Script”. University of Kansas. Arhivat din original la 15 aprilie 2021. Accesat în 16 aprilie 2019.
2. ↑  Packard 1974, Chapter 1: Introduction. .
3. ↑  Owens 1999, pp. 23–24 (David Packard, in 1974, calculated a sound-value difference of 10.80% ± 1.80%; Yves Duhoux, in 1989, calculated a sound-value difference of 14.34% ± 1.80% and Gareth Owens, in 1996, calculated a sound-value difference of 9–13%).
4. ↑  Younger, John (2000). „Linear A Texts in Phonetic Transcription: 5. Basic Statistics”. University of Kansas. Arhivat din original la 15 aprilie 2021. Accesat în 16 aprilie 2019. Younger: "if there are 4002 characters (font Times, pitch 12, no spaces) on an 8 1/2 x 11 inch sheet of paper with 1 inch margins, all extant Linear A would take up 1.84 pages." (14.34 pages for Linear B).
5. ↑  Schoep 1999, pp. 201–221.
6. 1 2 3 4 5 6 7 8 9  Cacciafoco, Francesco Perono (ianuarie 2014). „Linear A and Minoan. The Riddle of Unknown Origins”: 3–4. Accesat în 9 iulie 2017.[nefuncțională]
7. 1 2  Finkelberg 1998, pp. 265–272. .
8. ↑   Revizuirea de carte de către Daniel J. Pullen (Bryn Mawr Classical Review 2009) de WD Taylor, R. Janko, Ayios Stephanos: Excavări în epoca bronzului și așezare medievală în Laconia de Sud . Școala britanică din Atena, 2008. "Locația sa pe coasta Laconiană, ușor accesibilă de la Kythera, a încurajat fără îndoială contactele timpurii cu Creta fie direct, fie indirect (vezi semnul Linear A catalogat în capitolul 11)".
9. ↑  Olivier 1986, pp. 377f..
10. ↑  Robinson 2009, p. 54.
11. ↑  Younger, John (2000). „Linear A Texts in Phonetic Transcription”. University of Kansas. Arhivat din original la 27 noiembrie 2016. Accesat în 16 aprilie 2019. See "1. List of Linked Files" for a comprehensive list of known texts written in Linear A.
12. 1 2  Nagy 1963, p. 210 (Footnote #24). .
13. ↑  Georgiev 1963, pp. 1–104.
14. ↑  Nagy 1963, pp. 181–211.
15. 1 2  Palmer 1958, pp. 75–100.
16. ↑   Marangozis, John (2006). O introducere la Minoan Linear A. LINCOM Europa.
17. ↑   Finkelberg, Margalit, "Limba liniară A: greacă, semitică sau anatolică?", În: Drews, Robert (ed.), Anatolia Mare, Familia lingvistică, Washington, DC, 2001.
18. ↑  Dietrich & Loretz 2001. .
19. ↑  Younger, John (2009). „Linear A: Critique of Decipherments by Hubert La Marle and Kjell Aartun”. University of Kansas. Arhivat din original la 29 decembrie 2016. Accesat în 16 aprilie 2019. According to Younger, La Marle "assigns phonetic values to Linear signs based on superficial resemblances to signs in other scripts (the choice of scripts being already prejudiced to include only those from the eastern Mediterranean and northeast Africa), as if 'C looks like O so it must be O.'"
20. ↑  La Marle, Hubert (septembrie 2010). „An answer to John G. Younger's remarks on Linear A”. Academia.edu.
21. ↑  Facchetti & Negri 2003.
22. ↑  Chadwick 1967, p. 34: "The basic idea was to find a language which might not be related to Minoan. Ventris' candidate was Etruscan; not a bad guess, because the Etruscans, according to ancient tradition, came from the Aegean to Italy.".
23. ↑  Yatsemirsky 2011.
24. ↑  Owens 2007, pp. 3–4: "Η έρευνα απέδειξε ότι η μινωική γλώσσα σχετίζεται με την ελληνική περισσότερο από κάθε άλλη ινδοευρωπαϊκή γλώσσα, χωρίς να αποτελεί μια άλλη ελληνική διάλεκτο αλλά ένα χωριστό παρακλάδι της ινδοευρωπαϊκής οικογένειας...υπάρχουν λέξεις που εντοπίζονται και στην ελληνική γλώσσα αλλά και σε άλλες, όπως τη σανσκριτική και τη χεττιτική, τη λατινική, της ίδιας οικογένειας.".
25. ↑  Owens 1999, pp. 15–56.
26. ↑  van Soesbergen 2016.
27. ↑  Younger, John (2000). „Linear A Texts in Phonetic Transcription: 10c. Place Names”. University of Kansas. Arhivat din original la 15 aprilie 2021. Accesat în 16 aprilie 2019.
28. ↑  Younger, John (2000). „Linear A Texts in Phonetic Transcription: 7b. The Script”. University of Kansas. Arhivat din original la 15 aprilie 2021. Accesat în 16 aprilie 2019.